# 半田雅和
半田 雅和（はんだ まさかず、1967年4月22日 - 2014年8月26日）は、日本の男性俳優、声優、ナレーター。
東京都渋谷区出身。

## 略歴
アトラクティブ・アクション・クラブに所属、俳優としてデビュー。その後、CSRコーポレーション、青二プロダクションと籍を移し、声優・ナレーターとして活躍する他、格闘技イベント「PRIDE」のリングアナウンサーやサッカー横浜F・マリノスのホームゲームのスタジアムナビゲーター等も務めた。数年前に体調を崩して通院して投薬治療を受けながら仕事はしていたが、2014年8月26日、夜に容体が急変、心不全のため死去。47歳没。

## 人物
特技は乗馬、殺陣。
資格・免許は普通自動車免許、普通自動二輪、煙火打揚。

## 出演作品

### ナレーション
- ETVガイド（NHK教育）
- 情報プレゼンター とくダネ! 『とくダネ!特捜部』（フジテレビ）
- めざましどようび（フジテレビ）
- FNNスーパーニュース（フジテレビ）
- ソロモン流（船越のリポートコーナー担当）（テレビ東京）
- Tokyo Boy（TOKYO MX）
- スペインリーグ ウィークリーハイライト（NHKBS1）
- 知っトク!Carライフ（BS朝日）
- ラテンフットボールウィークリー（スポーツ・アイ ESPN）
- バスマスターズ（スポーツ・アイ ESPN）
- メジャーリーグサッカー（スポーツ・アイ ESPN）
- 世界鉄道旅行（旅チャンネル）
- 超豪華!船と列車で巡るインド（旅チャンネル）
- きれいの魔法（NHK教育、不定期）
- 1999 スプリング スペシャルミュージカル	美少女戦士セーラームーン かぐや島伝説

### テレビドラマ
2005年
- 世にも奇妙な物語 春の特別編 (2005年)「美女缶」（HOWtoビデオ男性ナレーター）
- ウルトラマンマックス（TV番組ナレーションの声）
- 牙狼-GARO-（2005年 - 2006年、謎の黄金騎士の声、グラウ竜の声）

### 映画
時期不明
- 長城大決戦

1988年
- 未来忍者

1991年
- 昭和鉄風伝 日本海
- ゼイラム（ボブの声）

1997年
- タオの月（ハンダ）

### テレビアニメ
2004年
- サムライチャンプルー（同心）

### OVA
2006年
- アルトネリコ 世界の終わりで詩い続ける少女

### ゲーム
2006年
- アルトネリコ 世界の終わりで詩い続ける少女（ラードルフ・シュナイゼン）

### Ｖシネマ
- こちら凡人組

### リングアナ
- PRIDE武士道
- ドリームステージエンターテインメント「THE BEST」
- PRIDE 16

### その他
- 横浜F・マリノス ホームゲーム（スタジアムナビゲーター）
- なんとかしてヨ!
- スーパーボキャブラ天国
- ためしてガッテン
- パリ最新旅行物語
- マイクロソフトWindows2000 COMDEX Japan（MC）
- ディズニーオンクラシック2005（ナビゲーター）
- 映画「ガメラ3 邪神覚醒」（1999年）に特撮操演助手として参加している。